# Tornos pervelata
Tornos pervelata là một loài bướm đêm trong họ Geometridae.